# Хемокін

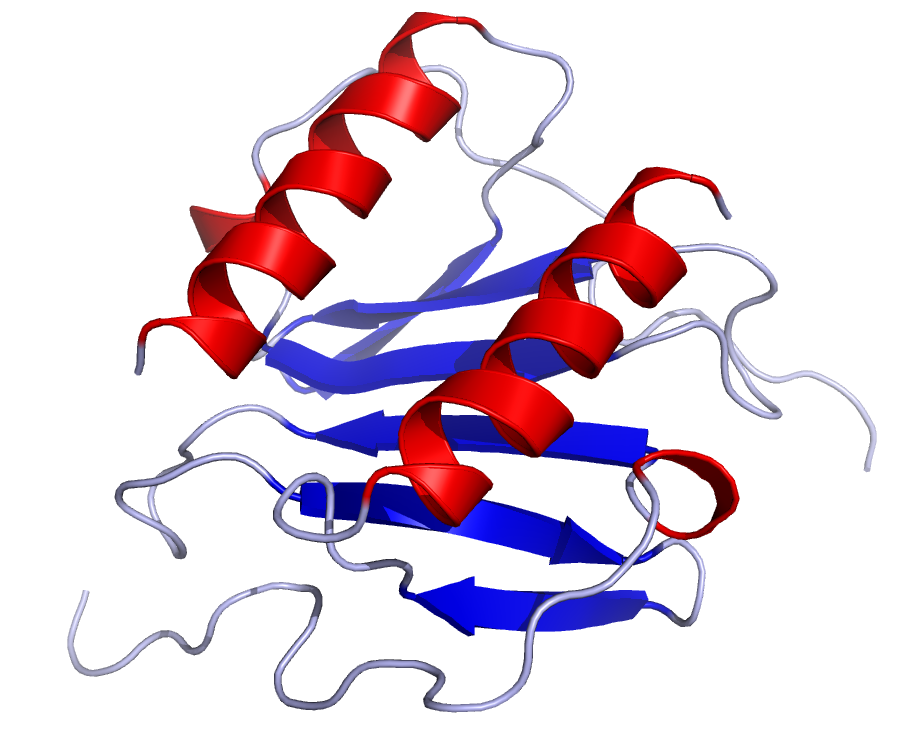
Структура інтерлейкіна-8, хемокіна підродини CXC.

Хемокін (англ. chemokine) — малий розчинний білок з широким набором імунорегуляторних функцій. Хемокіни були вперше ідентифіковані в 1977 році. Вперше був отриманий CXC-хемокін 4. В даний час виявлено близько 50 хемокінів, що відносяться до 4 підродин, ідентифіковані 20 хемокінових рецепторів.